# پیتر د کلرک
پیتر د کلِرک (انگلیسی: Peter de Klerk؛ زادهٔ ۱۶ مارس ۱۹۳۵ در پیلگریمز رست، ترانسفال، درگذشتهٔ ۱۱ ژوئیهٔ ۲۰۱۵ در ژوهانسبورگ) رانندهٔ مسابقات اتومبیل‌رانی فرمول یک اهل آفریقای جنوبی بود که در فصل‌های ۱۹۶۳، ۱۹۶۵، و از فصل ۱۹۶۹ تا ۱۹۷۰ در مجموع در چهار گراند پری شرکت کرد، اما موفق به کسب هیچ امتیازی نشد.
کلرک در ۱۱ ژوئیهٔ ۲۰۱۵ در ژوهانسبورگ درگذشت.